# Friedrich-Engelhorn-Hochhaus
Das Friedrich-Engelhorn-Hochhaus (in der BASF-Gebäudenotation E100 genannt) war ein 101,63 m hohes Gebäude im Stammwerk der BASF in Ludwigshafen am Rhein. Es wurde 1957 fertiggestellt und nach dem BASF-Gründer Friedrich Engelhorn benannt. Von 2013 bis Ende 2014 wurde es abgerissen. Da das Gebäude unter Denkmalschutz stand, ging eine besonders gründliche Prüfung des Abrissantrages durch die Behörden voraus.
Bis zur Fertigstellung des Bayer-Hochhauses im Jahr 1963 war das Friedrich-Engelhorn-Hochhaus das höchste Hochhaus Deutschlands; noch bis zum Abriss gehörte es zu den 100 höchsten Gebäuden in Deutschland.

## Geschichte

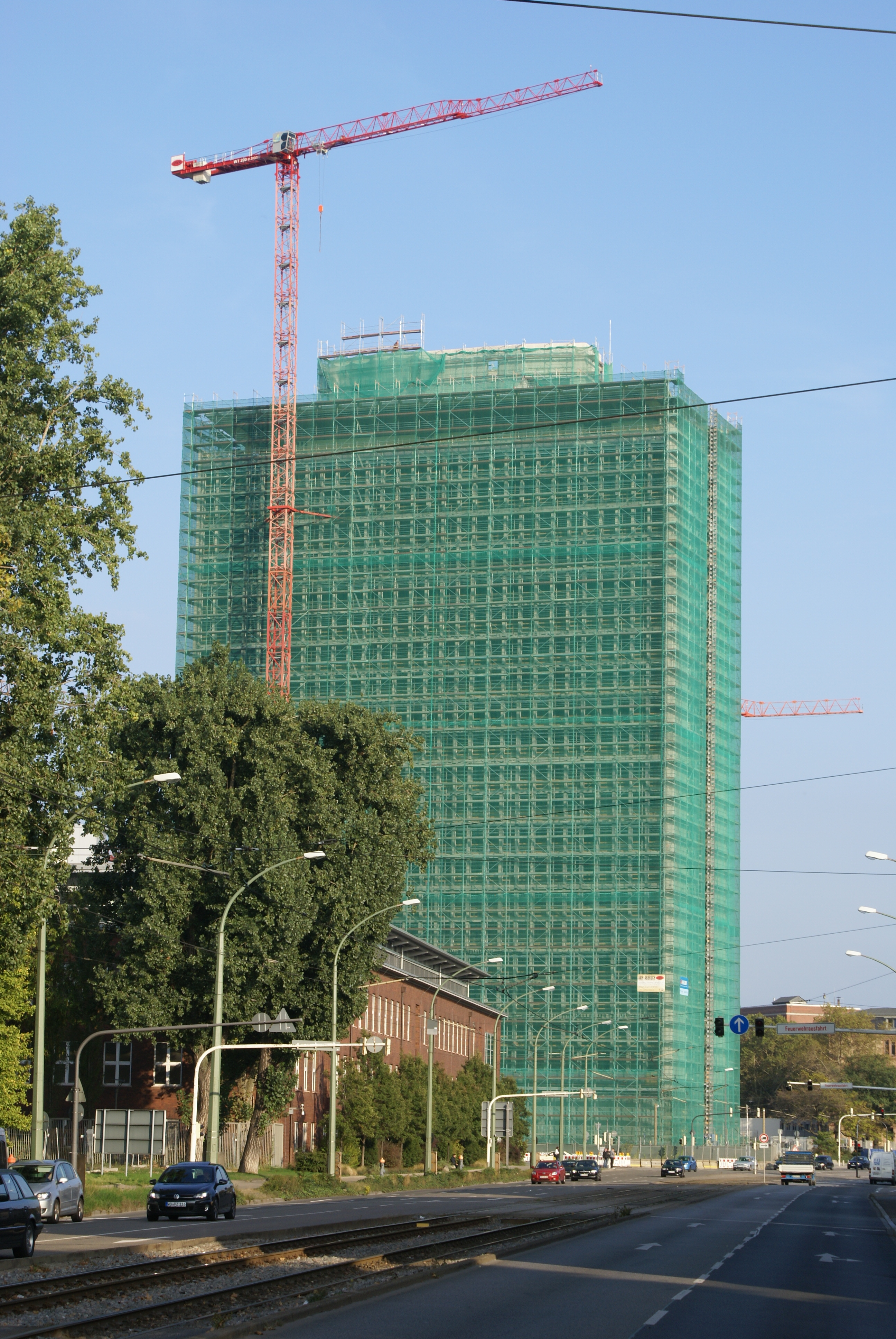
Gebäudezustand
am 27. September 2013

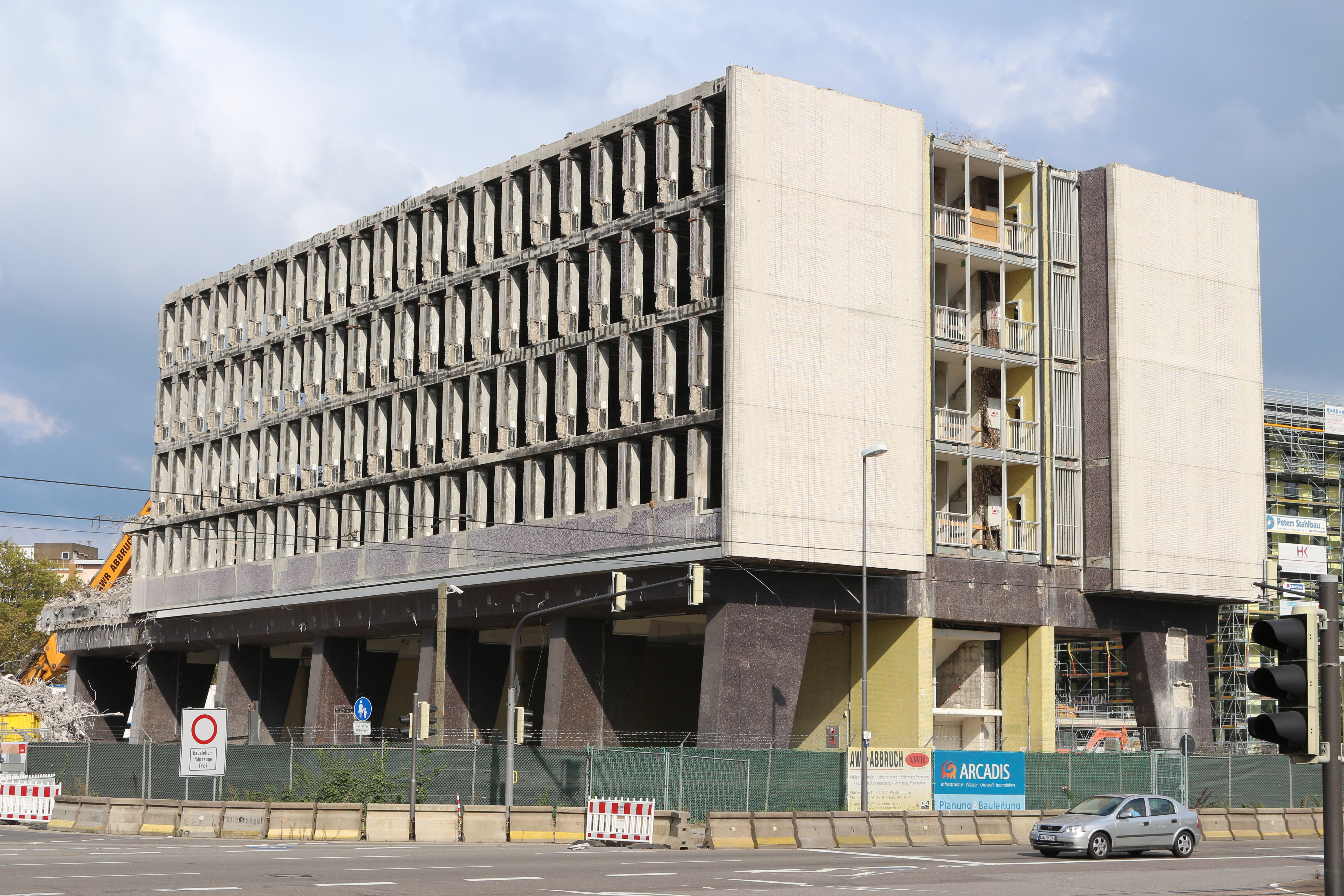
Gebäudezustand während des Abbruchs im September 2014

Der Entwurf für das Hochhaus ging aus einem Wettbewerb hervor, der im Juni 1953 von der BASF ausgelobt wurde. Fünf Architekturbüros waren eingeladen, darunter das Düsseldorfer Büro Hentrich & Heuser (nach dem Tod von Heuser im September 1953 weitergeführt als Hentrich & Petschnigg). Der mit dem ersten Preis ausgezeichnete Entwurf von Hentrich & Petschnigg stammte im Wesentlichen von den vier gerade erst diplomierten Architekten Fritz Eller, Robert Walter, Richard Janeschitz und Ulrich Kölsch, die bei Hentrich & Petschnigg als freie Mitarbeiter tätig waren.
Im Dezember 1954 fand die Grundsteinlegung statt. Im Fundament ruhen noch immer Urkunden, Baupläne, Münzen und eine Flasche Pfälzer Wein. Am 21. März 1957 wurde das Gebäude mit 28 Etagen (20 Bürogeschosse, 4 Turmgeschosse, 1 Dachgeschoss, 2 Kellergeschosse, 1 Erdgeschoss) und 102 Metern Höhe eingeweiht.
Bei der Sanierung des Hochhauses 1996 wurden die Mosaiksteinchen durch eine vorgehängte Fassade aus Aluminium und Glas ersetzt. 2004 wurde das neue BASF-Logo am Turmgeschoss angebracht. Mit einer auf mehrere Jahre angelegten kompletten Sanierung des Gebäudes wurde 2011 begonnen. Dazu zog 2012 die gesamte Belegschaft inklusive des Vorstands aus. Dann wurde aber festgestellt, dass die Sanierung einen dreistelligen Millionenbetrag kosten würde, auch weil das Mauerwerk mit den aus der Bauzeit stammenden Schadstoffen Asbest und PCB belastet war. Deswegen beschloss die BASF im Oktober 2012, den Abriss des Hochhauses zu beantragen, der im Juni 2013 genehmigt wurde. Der etagenweise erfolgende Abbruch begann am 12. August 2013 und wurde Ende 2014 abgeschlossen.

## Konstruktion
Bei der Konstruktion handelte es sich um eines der ersten Hochhäuser moderner Konzeption, die von den Architekten Hentrich & Petschnigg umgesetzt wurde. Das Stahlbetonskelett mit gläsernen Mosaikvorhangfassaden ruhte auf Piloten. Zwei hintereinander stehende, sich deckende, rechteckige Scheiben enthielten die Büroräume und waren durch einen verglasten Kern miteinander verbunden. Durch diese Anordnung wurde die Verkehrsfläche auf ein Minimum reduziert. Das aufgelöste Dachgeschoss wurde durch ein Flugdach abgeschlossen. Die inzwischen abgerissene, ehemals an der Südseite angeschlossene verglaste Eingangshalle besaß ein im Stil der 50er Jahre geschwungenes Dach, das von mosaikummantelten Stahlstützen getragen wurde.

## Weitere Daten und Fakten
- Länge: 56,44 m
- Breite: 25,38 m
- Turmgeschosse: 4
- Dachgeschoss mit Cafeteria: 1
- Bürogeschosse: 20
- Erdgeschoss mit Eingangshalle: 1
- Kellergeschosse: 2
- Gesamtnutzfläche: 23.266 m²
- Gebäudegewicht: 54.000 t

Bei Errichtung verarbeitete Materialien:
- Zement: 4.600 t
- Kies und Sand: 40.000 t
- Beton- und Spannstahl: 2.700 t
- Bindedraht: 30 t
- Nägel: 10 t
- Bauholz: 1.500 m³
- Mosaiksteinchen: 11.000.000 Stück (bei Renovierung 1996 durch neue Fassadenelemente verdeckt)